# Sikinos
Sikinos – grecka wyspa na Cykladach. Wyspa jest położona pomiędzy Ios a Folegandros. W czasach starożytnych wyspa była znana jako Oinoe (wyspa wina). 
Leży w administracji zdecentralizowanej Wyspy Egejskie, w regionie Wyspy Egejskie Południowe, w jednostce regionalnej Thira, w gminie Sikinos. 
W porównaniu z Ios wyspa jest mniejsza, spokojniejsza oraz słabiej rozwinięta. Na Sikinos znajdują się dwa miasta, w jednym z nich znajduje się główny port wyspy. W okolicach portu znajduje się tawerna oraz jedna z dwóch dużych plaż piaszczystych. Na wyspie znajdują się zaledwie dwie drogi asfaltowe, trzecia droga jest obecnie budowana w celu połączenia głównego miasta Sikinos z heliportem, ewentualnie droga będzie zbudowana także do kurortu na jednej z plaż. Słaba infrastruktura powoduje, że poruszanie się po wyspie jest ograniczone i bardzo trudne. Głównym zajęciem mieszkańców wyspy jest rolnictwo. Z censusu pochodzącego z 2001 roku wynika, że Sikinos zamieszkuje 238 osób. Powierzchnia wyspy wynosi 42,507 km² (wraz z niezamieszkaną wyspą Kardiotisa).